# Port lotniczy Chamonate
Port lotniczy Chamonate (hiszp. Aeropuerto Chamonate) – port lotniczy zlokalizowany w chilijskim mieście Copiapó.